# Aviè (cònsol 501)
Flavi Aviè (fl. 501–509) va ser un polític romà durant el regnat del rei ostrogot Teodoric el Gran . Va ocupar el consolat amb Pompeu com a col·lega l'any 501.
Probablement pertanyia a la gens Dècia; era fill de Cecina Deci Màxim Basili (cònsol el 480), i germà d'Albí (cònsol el 493), Teodor (cònsol el 505) i Inportú (cònsol el 509). John Moorhead argumenta que els germans estaven en bàndols diferents del cisma laurentià, amb Albí i Aviè donant suport a Símmac i Teodor i Inportú donant suport a Laurenci.
Va mantenir correspondència amb Magnus Fèlix Ennodi; de la qual s'ha conservat una carta d'Ennodi a Aviè.
Cap al 507/509, Aviè i el seu germà Albí ja s'havien convertit en patricis. Després de la mort del seu pare, se'ls va demanar que es convertissin en patrons dels Verds i que financessin una pantomima.